# Magaliella
Magaliella is een kevergeslacht uit de familie van de boktorren (Cerambycidae). De wetenschappelijke naam van het geslacht werd voor het eerst geldig gepubliceerd in 2008 door Galileo & Martins.

## Soorten
Magaliella is monotypisch en omvat slechts de volgende soort:
- Magaliella punctata Galileo & Martins, 2008